# 趙佑 (清朝)
趙佑（1727年—1800年），字启人，号鹿泉，浙江仁和（今屬杭州市）人。清朝政治人物。
雍正五年（1727年）出生，乾隆十七年（1752年）进士，改庶吉士，授翰林院编修。歷官诸道监察御史，督江西、安徽、福建、顺天学政，“以制举业名天下”，郝懿行、牟庭等人皆受其提拔。官至都察院左都御史。嘉庆五年（1800年）卒。著有《清献堂集》。